# Sericomyia silentis
Sericomyia silentis es una especie de sírfido. Se distribuyen por Europa, Siberia y el Cáucaso.